# 브리지포트 사운드 타이거스
| 브리지포트 사운드 타이거스 |                                          |
| 콘퍼런스                   | 동부 콘퍼런스                            |
| 디비전                     | 애틀랜틱 디비전                          |
| 설립연도                   | 2001년                                   |
| 해체연도                   |                                          |
| 역사                       | 브리지포트 사운드 타이거즈 (2001년~현재) |
| 경기장                     | 웹스터 뱅크 아레나                       |
| 연고지                     | 코네티컷주 브리지포트                    |
| 상징색                     | 파랑, 오렌지, 하양                       |
| 구단주                     | 찰스 왕                                  |
| 단장                       | 가스 스노우                              |
| 감독                       | 브렌트 톰슨                              |
| NHL 제휴                   | 뉴욕 아일런더스                          |
| ECHL 제휴                  | 우스터 레일러 HC                         |
| 정규시즌 우승              | 1 (2002)                                 |
| 콘퍼런스 우승              | 1 (2002)                                 |
| 디비전 우승                | 2 (2002, 2012)                           |
| 칼더 컵                    | -                                        |
| 영구 결번                  | -                                        |

브리지포트 사운드 타이거스(Bridgeport Sound Tigers)는 미국 코네티컷주 브리지포트를 연고지로 하는 AHL의 동부 콘퍼런스 애틀랜틱 디비전 소속 아이스 하키팀이다.

## 역대 홈경기장
| 브리지포트 사운드 타이거스 |             |          |                       |      |
| 경기장                     | 사용기간    | 수용인원 | 장소                  | 비고 |
| 웹스터 뱅크 아레나         | 2001년~현재 | 8,525명  | 코네티컷주 브리지포트 | 빈칸 |